# Epidius armatus
Epidius armatus es una especie de araña cangrejo del género Epidius, familia Thomisidae.

## Distribución
Esta especie se encuentra en Asia: India, Birmania, Laos y China.

## Taxonomía
Fue descrita por Thorell en 1895.
Tratamiento taxonómico
La especie aparece registrada y publicada en Descriptive catalogue of the spiders of Burma, based upon the collection made by Eugene W. Oates and preserved in the British Museum. London 406 pp.